# Sadiye Hanım
Sadiye Hanım, död efter 1932, var en turkisk politiker.
Hon var borgmästare i Kılıçkaya 1930-1932. Hon var Turkiets första kvinnliga borgmästare. 